# SimAnt
SimAnt (volledig: SimAnt: The Electronic Ant Colony) is een levenssimulatiespel uitgebracht door Maxis in 1991. Het spel werd ontworpen door Will Wright, wie ook andere Sim-spellen zoals The Sims en SimCity op zijn naam heeft staan. Daarnaast ontving het spel in 1992 de CODiE award voor "beste simulatieprogramma". Volgens de verpakking van het spel zijn er sinds 10 april 1992 meer dan 100.000 exemplaren van het spel verkocht.

## Gameplay
Het spel simuleert een kolonie van mieren. Wright kwam op het idee voor het spel na het lezen van een studie over mieren door Edward Osborne Wilson. De speler kan kiezen uit drie manieren van spelen: een snel spel, een volledig spel of een experimenteel spel. De Super Nintendo Entertainment System-versie (SNES) bevat acht scenario's waarin de speler de rode mieren moet elimineren met verschillende hulpmiddelen.
In het spel bedient de speler een mier van een kolonie zwarte mieren, die zich bevinden in de achtertuin van een huis. De mierenkolonie moet tegen de vijandige rode mieren vechten. Het ultieme doel in het spel is om de hele tuin te bezetten, het huis binnen te dringen en de rode mieren en huisbewoners weg te pesten.

## Platforms
| Jaar | Platform                            |
| ---- | ----------------------------------- |
| 1991 | DOS, Macintosh, Windows 3.x         |
| 1992 | Amiga                               |
| 1993 | FM Towns, PC-98, SNES, Sharp X68000 |

## Ontvangst
| Beoordeeld door                      | Platform  | Datum           | Score |
| ------------------------------------ | --------- | --------------- | ----- |
| Info                                 | Amiga     | april 1992      | 100%  |
| Power Play                           | DOS       | mei 1992        | 87%   |
| Power Play                           | Macintosh | januari 1992    | 87%   |
| Power Play                           | Amiga     | 1992            | 86%   |
| Entertainment Weekly                 | DOS       | 13 januari 1995 | 83%   |
| Joker Verlag präsentiert: Sonderheft | DOS       | 1993            | 79%   |
| Joker Verlag präsentiert: Sonderheft | Amiga     | 1993            | 78%   |
| Amiga Action                         | Amiga     | juli 1992       | 74%   |
| Amiga Format                         | Amiga     | juli 1992       | 73%   |
| All Game Guide                       | Macintosh | 1998            | 70%   |